# Палаццо Дандоло
Палаццо Да́ндоло (итал. Palazzo Dandolo) — дворец в Венеции на Гранд-канале в районе Сан-Марко.

## История
Дворец был построен семейством Дандоло в XIV веке. За свою историю здание поменяло большое количество владельцев. В 1536 году дворец был продан семейству Гритти. После Гритти дворцом владели представители фамилий Микеле, Мочениго, Бернардо.
Существует распространённое заблуждение, что в этом здании родился дож Энрико Дандоло.
В настоящее время в палаццо находится гостиница Hotel Royal Danieli.

## Галерея

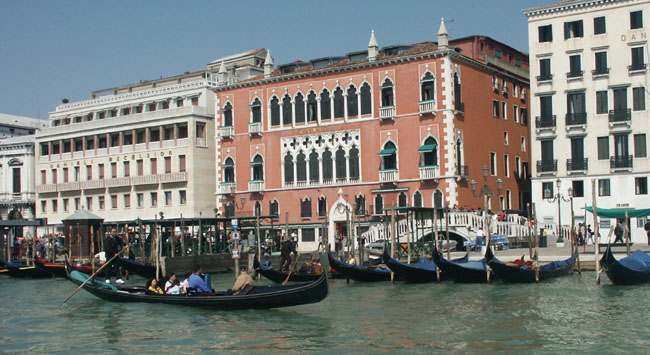
Палаццо Дандоло
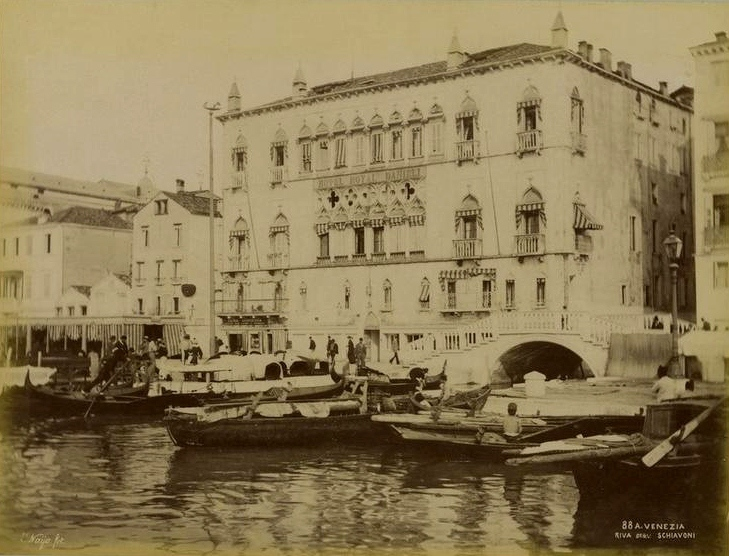
Палаццо Дандоло (фотография Карло Найя)
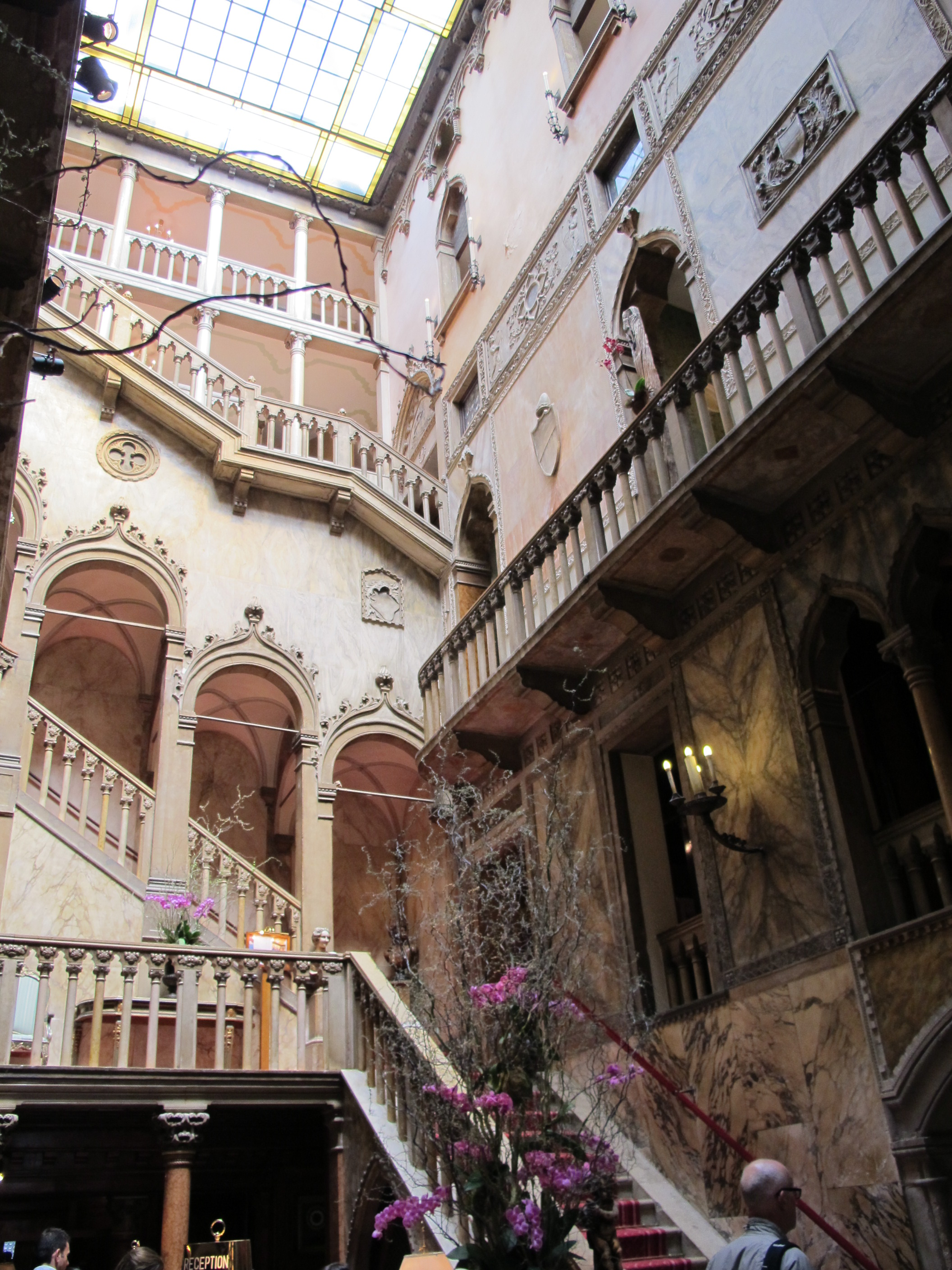
Палаццо Дандоло